# Condado de Valley (Nebraska)
O Condado de Valley é um dos 93 condados do Estado americano do Nebraska. A sede do condado é Ord, que é também a sua maior cidade. O condado tem uma área de 1461 km² (dos quais 5 km² estão cobertos por água), uma população de 7651 habitantes, e uma densidade populacional de 5,0 hab/km² (segundo o censo nacional de 2000).